# Hulhumalé
Hulhumalé ist eine zum Großteil künstlich geschaffene Insel der Malediven nordöstlich der zentralen Hauptstadtinsel Malé. Hulhumalé entstand durch Maßnahmen zur Landgewinnung. Zwischen Hulhumalé und der Flughafeninsel Hulhulé gibt es eine über einen Damm führende Straßenverbindung. Hulhulé und die Insel Malé sind seit 2018 wiederum über die Sinamalé-Brücke miteinander verbunden. Die Einwohnerzahl von Hulhumalé beträgt 65.714 (Stand: Zensus 2022). Eine weitere künstliche Insel der Malediven ist Thilafushi.

## Lage und Grundlage
Die Insel befindet sich an der Südost-Ecke des Nord-Malé-Atolls und gehört zum Hauptstadtbezirk Malé. Hulhumalé befindet sich 3 Kilometer (km) nordöstlich der Insel Malé und einen Kilometer nordöstlich der Insel Hulhulé und damit auch des Malé International Airports.
Die Insel Hulhumalé wurde aufgeschüttet, um Platz für die Bewohner, Verwaltung und Industrie der Malediven zu schaffen, nachdem die Hauptstadt Malé mit ihren Entwicklungsmöglichkeiten am Ende ist. Malé ist heute die am dichtesten besiedelte Stadt der Welt mit über 43.800 Einwohner pro Quadratkilometer ohne Einrechnung von Hulhumalé und der Flughafeninsel Hulhule. Auch sollen Möglichkeiten geschaffen werden, den Tourismus auf den Malediven weiterzuentwickeln. Eine Anforderung an Hulhumalé war aufgrund des Anstieges des Meeresspiegels die Erhöhung des Landniveaus um etwa 1 Meter gegenüber der Hauptstadtinsel.
Verantwortlich für die Entwicklung der Insel ist die Hulhumalé Development Corporation Ltd (HDC), die am 23. März 2005 gegründet wurde. HDC ist damit die Nachfolgegesellschaft der Hulhumalé Development Unit (HDU), die für den Basisaufbau verantwortlich war. Die HDC gehört zu 100 Prozent dem maledivischen Staat. Am 11. März 2009 erfolgte die Umbenennung der Hulhumalé Development Corporation Ltd. in Housing Development Corporation Ltd.; gleichzeitig wurde das Board of Directors mit Wirkung zum 19. März 2009 vollständig ausgetauscht.

## Entwicklungsprojekt Hulhumalé

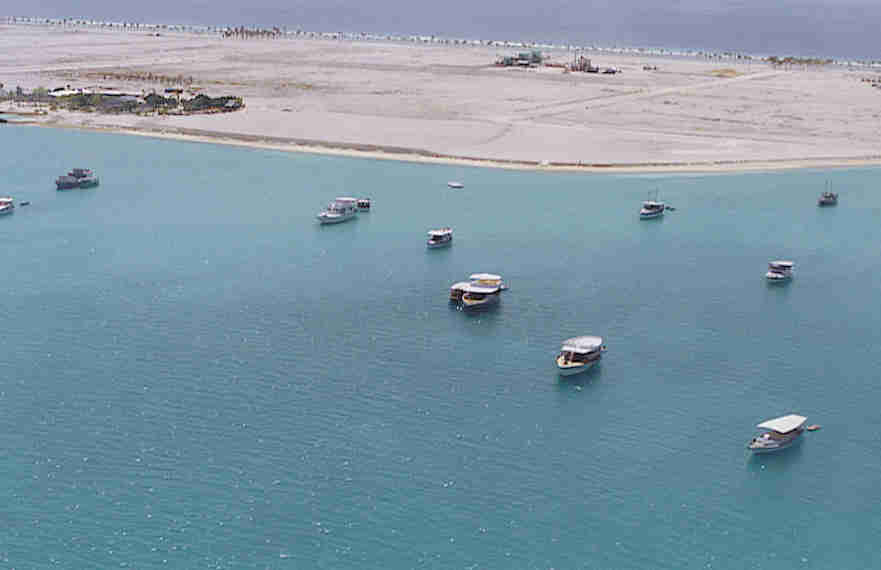
Überblick über Hulhumalé (ca. 2004)

Die Strategie für Hulhumalé wurde von den Beratungsunternehmen AMC Architects International, J Pro Consultants und von Binnie Black and Veatch Ltd. entwickelt. Die Entwicklung erfolgte aufgrund der Anforderungen der Behörde für Wohnungsbau und städtische Entwicklung und des Ministry of Construction and Public Works (kurz MCPW, dem maledivischen Bauministerium).
Die ursprüngliche Strategie wurde im Jahr 2006 von den Beratern Heng Chye Kiang und Low Boon Liang von der National University of Singapore überarbeitet.

## Aufbau und Ausbau von Hulhumalé
Das Aufschütten der jetzt 188 Hektar großen Insel begann 1997 und endete 2002. So wurde unter Führung des MCPW am 1. Oktober 1997 begonnen, die Landfläche der Hulhulé-Farukolhufushi-Lagune aufzuschütten. Die so entstandenen 45 Prozent der derzeitigen Landfläche kosteten rund 11 Millionen US-Dollar (USD).
Das Aufschütten der restlichen Flächen von Hulhumalé wurde dann vom belgischen Unternehmen DEME (Dredging, Environmental & Marine Engineering) projektiert und als Joint Venture von International Port Engineering and Management (IPEM) und Dredging International (DI), einem Tochterunternehmen von DEME, ausgeführt. Dabei wurden 4.600.000 Kubikmeter aufgeschüttet und verfüllt und auch Maßnahmen zum Küstenschutz durchgeführt. Auch der 50 m breite und 1600 m lange Verbindungsdamm nach Hulhulé wurde von DEME aufgeschüttet. Diese Baumaßnahmen kosteten rund 21 Millionen USD und wurden im Juni 2002 abgeschlossen.
Anfang 2004 wurde die Schaffung der Basisinfrastruktur von Hulhumalé fertiggestellt, die beispielsweise die Schaffung des über 12 km langen Straßennetzes beinhaltete. Mitte 2004 lebten ungefähr 1000 Menschen auf der neuen Insel. Die ersten Siedlungsflächen wurden am 12. Mai 2004 durch den damaligen Staatspräsidenten Maumoon Abdul Gayoom eingeweiht. Die Versorgungsunternehmen State Electric Company Limited und Male' Water & Sewerage Company Pvt. Ltd sind wie in Malé für die Versorgung von Hulhumalé mit elektrischer Energie und Wasser verantwortlich.
Die erste Phase des Ausbaus soll 2020 abgeschlossen sein und Platz für 53.000 Bewohner bieten.

## Nutzungsstruktur der Insel
Entgegen der Struktur von Malé wird bei der Entwicklung von Hulhumalé darauf geachtet, eine Balance zwischen Wohn- und Nutzbebauung zu schaffen. So sind Flächen für Wohnungen, Geschäfte, Bildungseinrichtungen, Industrie und ein Krankenhaus mit medizinischer Fakultät vorgesehen. Auch die Schaffung von ausgedehnten Grünflächen und Flächen für Verwaltung ist geplant. Derzeit (Stand 2018) gibt es fünf Moscheen auf der Insel.
Ein besonderes Augenmerk wurde auf die Schaffung von bezahlbaren Wohnungen und damit die Förderung des sozialen Wohnungsbaus gelegt. Der erste Teil dieser Wohnungen wurde zum Großteil über eine Verlosung vergeben, für deren Registrierung soziale Kriterien notwendig waren.
Die Vergabe der Fläche auf Hulhumalé erfolgt zum einen durch Verkauf an Einzelpersonen oder Gesellschaften, zum anderen durch Verpachtung über langfristige Zeiträume. So sollen Investoren angezogen werden, um beispielsweise den Bau eines neuen Hotels an der „Beachfront“ zu finanzieren.

### Handel und Dienstleistung
Auf einer Fläche von 12.327 m² soll ein Einkaufszentrum, das erste auf den Malediven, entstehen. Das Einkaufszentrum soll für 25 Jahre verpachtet werden.

### Tourismusprojekte
Auch die Schaffung einer Marina mit 140.000 m² Fläche in der Lagune und 40.000 m² Landfläche ist geplant. Sie soll für 25 Jahre verpachtet werden und schließt den Bau eines 80-Betten-Hotels, Anker- und Anlegeplätze für mindestens 60 Yachten und Safariboote und die notwendige Infrastruktur wie Tankstelle, Wasserversorgung und -entsorgung und Geschäfte mit ein. Das Ausschreibungsverfahren begann offiziell am 8. November 2008 und wurde allerdings am 22. Dezember 2008 abgebrochen, nachdem zwar zwei Unternehmen die Ausschreibungsunterlagen erworben hatten, aber kein Gebot für die Marina einging. An der Ostseite der Insel, die über einen durchgehenden Strand verfügt, befinden sich zahlreiche Hotels und weitere sind im Bau.

### Industriegebiet
Im südlichen Randbereich von Hulhumalé wurde von der HDC eine Fläche von 144.000 m² für die industrielle Nutzung ausgewiesen. Die Nutzung der Fläche soll in vier Zonen aufgeteilt werden: Die Zone 1 ist für Fisch- und andere Nahrungsmittelindustrien, Zone 2 für Lagerhäuser und Leichtindustrie, Zone 3 für Werkstätten, Zimmereien und Ähnliches und Zone 4 für lärmintensive Nutzung vorgesehen.

## Ausbaustufen

### Stufe 1A (abgeschlossen)
- ein 280 Zimmer Appartement-Komplex mit Einheiten mit zwei, drei und vier Schlafzimmern[15]
- eine integrierte „Primary“ und „Secondary School“ mit 20 Klassenzimmern
- ein Verwaltungsgebäude mit 32 Einheiten
- ein Krankenhaus mit 50 Betten
- eine Moschee für 1500 Personen
- vier Geschäftsgebäude mit 48 Einheiten
- ein asphaltiertes Straßennetz mit rund 12,5 km Länge
- Flächen für das Kultivieren von Pflanzen

### Stufe 1B
- 232 Eigentumswohnungen[15]
- 120 einfache Wohnungen
- 169 Strandgrundstücke
- 56 Grundstücke
- 132 Reihenhäuser
- 280 Wohnungen
- 57 „Residential Beachfront“-Grundstücke
- 109 „Residential“ Strandgrundstücke
- 56 „Residential“ Grundstücke
- 132 Grundstücke für Reihenhäuser
- ein Verwaltungsgebäude mit 32 Einheiten
- 15 Industrie- und Geschäftsgrundstücke mit rund 1000 m² pro Einheit

### Stufe 1C
- 1900 Wohnungen[15]

### Stufe 2 (geplant bis 2016)
- 2950 Wohnungen[15]

### Stufe 3 (geplant bis 2020)
- 3075 Wohnungen[15]

## Weiterentwicklung
Mit Abschluss der Phase 1, deren Vollendung 2020 geplant ist, ist eine Phase 2 im Masterplan vorgesehen. Diese Phase wurde am 16. Januar 2015 vom maledivischen Präsidenten inauguriert. Seitdem wurden weitere 244 Hektar Landfläche am Nordende von Hulhumalé gewonnen. Dies schließt die Fläche der ehemals nördlich von Hulhumalé gelagerten Insel Farukolhufushi ein.
Mit Abschluss der Phase 2 soll Wohnraum für rund 240.000 Einwohner – entsprechend zwei Drittel der Gesamtbevölkerung der Malediven – entstanden sein.
Auch eine Erweiterung der Insel Hulhulé mit dem Malé International Airport ist in Planung. Dabei würde die „Flughafeninsel“ um 305 Hektar vergrößert werden.